# Проспект Нахимова (Мариуполь)
Проспе́кт Нахи́мова (укр. Проспект Нахімова) — одна из центральных улиц Мариуполя, направляется из центра города к центру Приморского района, к морскому вокзалу порта. Протяжённость — 4,2 км.
Ранее назывался Верхнее Портовское шоссе.
Застройка проспекта началась в начале 1960-х годов одновременно с комплексным освоением Покровской площади (в настоящее время — Греческая площадь), от которой проспект начинается. Площадь планировалась как новый центр города — место проведения общественных мероприятий, однако была застроена без учёта этой функции, в результате чего часть общегородских мероприятий проводится на проспекте Нахимова.

## Достопримечательности
- Санаторий-профилакторий АМП
- Свято-Николаевский храм
- Санаторий-профилакторий «Чайка»
- ЦКПиО «Приморский»
- Площадь Воинов-Освободителей
- Памятник Освободителям Донбасса
- Кинотеатр «Комсомолец»
- Крытый стадион «Ильичёвец»
- Медицинское территориальное объединение здоровья матери и ребёнка
- ЦПМСП № 4 (бывшая поликлиника «Работников Водного транспорта»)
- Приморская районная администрация
- Телевышка Мариупольского телевещания
- Дом Быта по адресу Проспект Нахимова 116а
- Библиотека им. Грушевского (ранее «Теле Радио Мастерская», ещё ранее магазин «ТоргСин»)
- Храм Святого Петра-Могилы

## Пересечения с улицами
- ул. Университетская
- ул. Казанцева
- пер. Нахимова
- ул. Итальянская
- ул. Лесная
- ул. Клиновая
- ул. Бахчиванджи
- бул. Богдана Хмельницкого
- пл. Воинов-Освободителей
- ул. Лавицкого
- ул. Кронштадтская
- пер. Днепропетровский
- пер. Черноморский
- ул. Морских Десантников
- ул. Санаторная
- ул. Черноморская
- ул. Якорная
- ул. Юнговская
- ул. Красномаякская
- ул. Львовская
- пер. Малый
- просп. Адмирала Лунина